# Carbuccia
Carbuccia – miejscowość i gmina we Francji, w regionie Korsyka, w departamencie Korsyka Południowa.
Według danych na rok 1990 gminę zamieszkiwały 182 osoby, a gęstość zaludnienia wynosiła 13 osób/km².